# Cori Bush
Cori Anika Bush (San Luis, Misuri, 21 de julio de 1976) es una política estadounidense, demócrata, enfermera graduada, pastora y activista, electa representante a la Cámara por el primer distrito Misuri. Cori es la primera mujer afroamericana en servir en la Cámara de Representantes de Estados Unidos por Misuri.
Con grado profesional en Enfermería obtenido en 2008, trabajó en Ferguson (Misuri) como enfermera de triaje y también empezó a ejercer como pastora evangélica, estableciendo en 2011 la Iglesia Internacional de la Embajada del Reino. Su interés por la política comenzó después de las protestas en Ferguson en 2014 por el asesinato de Michael Brown. Según declaró, fue golpeada por un oficial de policía, pero no fue arrestada. Es activista del  Centro Martin Luther King  para el Cambio Social No Violento. Hace parte de la tendencia Socialistas Democráticos de América del Partido Demócrata.
En 2020, tras triunfar el 4 de agosto en las elecciones primarias de su partido, fue candidata a la Cámara, triunfando el 3 de noviembre, con el 78,9% de los votos de su distrito.